# Earth Crisis
Az Earth Crisis amerikai hardcore punk/metalcore együttes.

## Története
1989-ben alakult a New York állambeli Syracuse-ban. Karl Buechner basszusgitáros ismerősével, DJ Rose-zal együtt alapította meg a zenekart, akivel együtt gördeszkázott. A zenekar a Steel Pulse nevű angol reggae együttes ugyanilyen című albumáról kapta a nevét. Buechner szerint az album borítója is szerepet játszott a dologban, ugyanis olyan dolgok voltak rajta, amelyet a zenekar tagjai elleneztek. Első nagylemezük 1995-ben jelent meg. Dalaik szövegeinek jelentős témája a veganizmus és az állati jogok. Több jelentős média, például az MTV, CNN vagy az ABC is meginterjúvolta őket, ideológiájuk miatt. 2001-ben feloszlottak, majd 2007-ben újra összeálltak.

## Tagok
- Karl Buechner - ének (1989-2001, 2007-)
- Scott Crouse - gitár (1991-2001, 2007-)
- Ian "Bulldog" Edwards - basszusgitár (1991-2001, 2007-)
- Dennis Merrick - dob (1993-2001, 2007-)
- Erick Edwards - gitár (1998-2001, 2007-)

## Korábbi tagok
- Ben Read - gitár (1991-1994)
- Kris Wiechman - gitár (1994-1998)
- Michael Ricardi - dob (1991-1993)

## Diszkográfia
- Destroy the Machines (1995)
- Gomorrah's War Ends (1996)
- Breed the Killers (1998)
- Slither (2000)
- Last of the Sane (2001)
- To the Death (2009)
- Neutralize the Threat (2011)
- Salvation of Innocents (2014)

## Egyéb kiadványok
EP-k
- All Out War (1992)
- Firestorm (1993)
- Forced to Kill (2009)
- The Discipline (2015)

Koncertalbumok, válogatáslemezek
- The California Takeover (a Strife-fal és a Snapcase-zel, 1996)
- The Oath That Keeps Me Free (1998)
- Forever True - 1991-2001 (válogatáslemez, 2001)